# Convenção Nacional do Partido Republicano de 2024
A Convenção Nacional do Partido Republicano de 2024 foi um evento em que delegados do Partido Republicano dos Estados Unidos selecionaram os indicados do partido para presidente e vice-presidente no Eleição presidencial dos Estados Unidos em 2024. Realizado entre os dias 15 e 18 de julho de 2024, no Fiserv Forum na cidade de Milwaukee, em Wisconsin, precedeu a Convenção Nacional Democrata de 2024, que está programada para ser realizada entre os dias 19 a 22 de agosto no United Center em Chicago, Illinois.
A convenção teve início apenas dois dias depois de uma tentativa de assassinato do presumível candidato do partido, Donald Trump, em um comício de campanha próximo de Butler, na Pensilvânia. Trump aceitou a nomeação do seu partido a 18 de julho, tornando-se o segundo republicano a ser nomeado três vezes para presidente - depois de Richard Nixon em 1960, 1968 e 1972 - e o primeiro republicano a receber três nomeações presidenciais consecutivas. J. D. Vance, o senador júnior dos Estados Unidos do Ohio, aceitou a nomeação do partido para vice-presidente.

## Seleção da cidade
Em 7 de janeiro de 2022, o Comitê Nacional Republicano, deliberou quatro cidades que seriam disputariam ser sede da convenção do partido: Milwaukee, Nashville, Pittsburgh e  Salt Lake City. Milwaukee foi oficialmente a cidade anfitriã da Convenção Nacional Democrata de 2020, que foi realizada em grande parte de maneira virtual em diversos locais, com Milwaukee assumindo apenas o papel de sede de produção devido à pandemia de COVID-19.
Milwaukee e Pittsburgh estão ambos localizados em estados decisivos (Wisconsin e Pensilvânia, respetivamente) que desempenharam um papel significativo na determinação do vencedor do Colégio Eleitoral nas últimas eleições, enquanto Nashville e Salt Lake City são as respectivas capitais dos estados do Tennessee e Utah, que têm sido estados republicanos de confiança durante a maior parte do último meio século (embora as próprias capitais sejam consideradas redutos democratas em seus estados). De 2008 até às eleições de 2020, tanto o Partido Democrata como o Partido Republicano apenas realizaram as suas convenções em estados decisivos. Houston, no Texas, já tinha anunciado intenção para apresentar uma candidatura, mas decidiu não o fazer devido a conflitos com outros eventos programados nos locais. Outros locais que tiveram, a certa altura, interesse em receber o evento republicano, mas que acabaram por não apresentar propostas, incluíam Columbus, Las Vegas, San Antonio, e o estado da Geórgia. Kansas City, tinha realizado uma proposta formal, mas retirou a sua proposta no final de dezembro de 2021, antes de serem nomeadas as cidades finalistas.
Em 4 de fevereiro de 2022, o comitê de candidatura de Pittsburgh anunciou que a sua candidatura tinha sido eliminada de qualquer outra consideração. No início de março de 2022, Salt Lake City foi eliminada pelo Comitê Nacional Republicano, deixando Milwaukee e Nashville como as duas cidades finalistas. O Conselho Metropolitano de Nashville e do Condado de Davidson votaram contra um projeto de acordo de acolhimento do evento, o que efetivamente fez com que a cidade perdesse a candidatura.
No dia 15 de julho de 2022, um comitê de seleção do local votou unanimemente a favor da recomendação de Milwaukee como local da convenção em detrimento de Nashville. O Comitê Nacional Republicano votou a favor de Milwaukee como anfitrião da convenção de 2024 do partido durante a sua reunião do início de agosto de 2022 em Chicago.
Milwaukee é a primeira cidade a acolher convenções de grandes partidos em eleições consecutivas desde que a cidade de Nova Iorque sediou as Convenções Democratas de 1976 e 1980. No entanto, a convenção de 2024 será a primeira vez que Milwaukee acolhe uma convenção de nomeação presidencial presencial normal, uma vez que a convenção de 2020 foi realizada num formato “virtual”.
| Cidade         | Estado      | Status da candidatura                                    | Local                                                                     | Principais convenções partidárias anteriores realizadas na cidade |
| -------------- | ----------- | -------------------------------------------------------- | ------------------------------------------------------------------------- | ----------------------------------------------------------------- |
| Milwaukee      | Wisconsin   | Vencedora                                                | Fiserv Forum                                                              | Democrata: 2020                                                   |
| Nashville      | Tennessee   | Finalista (candidatura eliminada em agosto de 2022)      | Presumivelmente Bridgestone Arena e/ou Music City Center                  | —                                                                 |
| Salt Lake City | Utah        | Finalista (candidatura eliminada em março de 2022)       | Vivint Arena                                                              | —                                                                 |
| Pittsburgh     | Pensilvânia | Finalista (candidatura eliminada em fevereiro de 2022)   | Presumivelmente PPG Paints Arena e/ou David L. Lawrence Convention Center | —                                                                 |
| Kansas City    | Missouri    | Não finalista (candidatura retirada em dezembro de 2021) | T-Mobile Center                                                           | Democrata: 1900 Republicano: 1928, 1976                           |

## Logística
Em 21 de dezembro de 2022, o Comitê Nacional Republicano anunciou que as datas da convenção seriam entre 15 e 18 de julho de 2024. Planejou-se que o evento traria potencialmente 50.000 visitantes a cidade Milwaukee. As estimativas mostram que poderia trazer até 200 milhões de dólares em receitas para a região.
Em termos de população, Milwaukee é menor do que outras áreas metropolitanas que acolheram convenções recentes dos grandes partidos estadunidenses.
No dia 11 de abril de 2023, foi anunciado que Chicago havia sido selecionada para sediar a Convenção Nacional Democrata de 2024. Milwaukee e Chicago estão a aproximadamente 145 quilômetros de distância uma da outra, na costa do Lago Michigan. Esta é uma proximidade altamente incomum para duas cidades diferentes que hospedam grandes convenções partidárias no mesmo ano. Desde 1972, quando ambas as convenções partilharam pela última vez uma cidade anfitriã, os locais das duas principais convenções do partido não estavam tão próximos.

### Comitê anfitrião

Logo do comitê anfitrião.

Reince Priebus atua como presidente do Comitê Anfitrião do MKE 2024. De setembro de 2022 a maio de 2023, o diretor executivo do comitê anfitrião foi o empresário Stephen B. King. Em maio de 2023, foi anunciado que o empresário de Milwaukee, Ted Kellner, substituiria King como diretor executivo, mas que King permaneceria como membro do Comitê Anfitrião.
O comitê anfitrião da convenção pretende angariar 65 milhões de dólares para financiar a convenção. Entre os doadores contam-se a WinRed, a Turning Point USA, a General Motors e a American Beverage Association.

### Comissão de Arranjos
Trabalhando com o comitê anfitrião em nome do Comitê Nacional Republicano está o Comitê de Arranjos da convenção. Em 24 de março de 2023, Anne Hathaway foi nomeada presidente do comitê e Ron Kaufman foi nomeado presidente geral. Elise Dickens foi nomeada diretora executiva em 1º de junho de 2023. Em 29 de junho de 2023, outros membros do comitê foram anunciados, incluindo KC Crosbie como tesoureira, Vicki Drummond como secretária, e David Bossie como copresidente. Outros membros do comitê que foram anunciados incluíram Maripat Krueger, Brian Schimming e Tom Schreibel.

### Hotelaria e outras acomodações
Milwaukee e a sua área metropolitana imediata têm um número de quartos de hotel inferior ao que pode ser necessário para uma convenção de nomeação presidencial de um grande partido. Como resultado disso, a Convenção Nacional Democrata de 2020, antes da mudança de planos devido à pandemia de COVID-19, esperava-se originalmente que uma grande parte dos delegados da convenção fosse alojada em quartos de hotel localizados em Illinois. No entanto, devido ao fato de as convenções republicanas possuírem menor número de delegados no total do que as convenções democratas, foi relatado que os planos para a Convenção Republicana de 2024 não implicam em acomodações tão distantes para os delegados.
Para acomodar os visitantes da convenção, o comitê anfitrião trabalhou com uma empresa sediada em Chicago para garantir quartos de hotel em mais de 300 hotéis e motéis localizados em um raio de 95 quilômetros do local da convenção.
Para além dos hotéis, os planos originais para a Convenção Democrata de 2020 na cidade previam dormitórios em universidades e colégios da área de Milwaukee para acomodar alguns convidados e voluntários da convenção. Do mesmo modo, os dormitórios foram utilizados como alojamento durante a Convenção Nacional Republicana de 2024. A Universidade Marquette ajustou o seu calendário académico para permitir a disponibilidade dos seus dormitórios durante a convenção.

## Segurança
A convenção foi considerada um Evento de Segurança Especial Nacional pelo Departamento de Segurança Interna dos Estados Unidos (DHS). Com exceção das convenções reduzidas de 2020, cada eleição presidencial desde 2004 viu 50 milhões de dólares em subsídios alocados a cada cidade-sede da convenção para custos com segurança. No início de 2023, os oito membros de Wisconsin na Câmara dos Representantes dos Estados Unidos, entre republicanos e democratas, escreveram uma carta ao Subcomitê de Comércio, Justiça e Ciência do Comitê de Apropriações da Câmara pedindo que o valor alocado para segurança em cada convenção fosse aumentado para 75 milhões de dólares para a eleição de 2024.
Em abril de 2023, o prefeito de Milwaukee, Cavalier Johnson, declarou que acreditava que as considerações que deveriam informar os planos de segurança para a Convenção Nacional Republicana de 2024 deveriam incluir os planos de segurança originais para uma Convenção Nacional Democrata de 2020 em grande escala na cidade e informações para o Serviço Secreto dos Estados Unidos. Afirmou também que os planos de segurança deveriam refletir o clima político, referindo o ataque ao Capitólio dos Estados Unidos em 6 de janeiro de 2021.
No período de planejamento, estimava-se que a segurança do Comitê Nacional Republicano poderia exigir 4.500 policiais de agências fora os que o Departamento de Polícia de Milwaukee dispunham. Este número é de 1.500 policiais a mais do que o número de policiais externos que era originalmente esperado nos planos para uma Convenção Democrata de 2020 em grande escala na cidade.
A pedido do chefe da polícia de Milwaukee, Jeffrey Norman, em maio de 2023, a Comissão de Bombeiros e Polícia de Milwaukee aprovou uma suspensão de 12 a 26 de julho de 2024 da política municipal de 15 dias para a divulgação de imagens de câmeras corporais. A votação de 6-3 da Comissão de Bombeiros e Polícia de Milwaukee para autorizar a retirada da obrigatoriedade da divulgação das imagens foi realizada em sessão fechada sem comentários públicos. Este movimento recebeu críticas de ativistas comunitários. A União Americana pelas Liberdades Civis (ACLU) de Wisconsin publicou um parecer contrário à suspensão da política.
Após a tentativa de assassinato de Donald Trump, foi anunciado que o perímetro de segurança seria expandido para criar 'zonas tampão' (de segurança) em torno do evento.

## Agenda
| Data        | Mote                                 | Temática                              | Ref.   |
| ----------- | ------------------------------------ | ------------------------------------- | ------ |
| 15 de julho | Tornar a América rica mais uma vez   | Economia                              | [ 52 ] |
| 16 de julho | Tornar a América segura mais uma vez | Criminalidade e imigração ilegal      | [ 52 ] |
| 17 de julho | Tornar a América forte mais uma vez  | Segurança nacional e política externa | [ 52 ] |
| 18 de julho | Make America Great Again             | Síntese do evento                     | [ 52 ] |

## Programa de governo
A Convenção Nacional Republicana de 2020 não produziu um novo programa de governo, ao invés disso, reutilizou a plataforma de 2016 e produziu um documento afirmando o apoio a Trump. Espera-se que a convenção de 2024 produza uma nova plataforma, e o comitê do novo programa de governo será liderado por Randy Evans, Russ Vought e Ed Martin.
Em maio de 2024, foi noticiado por meios de comunicação que a campanha de Trump queria mudar as posições do programa sobre o aborto e o casamento entre pessoas do mesmo sexo. Em junho de 2024, o The New York Times noticiou que a campanha de Trump também queria encurtar significativamente seu programa, concentrando-se no contraste com o Partido Democrata ao invés vez de fornecer detalhes extensos sobre a nova política em um eventual governo.
A primeira versão foi divilgada durante o evento. A primeira versão foi descrita pelo The New York Times como “mais nacionalista, mais protecionista e menos conservadora do ponto de vista social”.  O jornal The Washington Post observou que a plataforma continha numerosas paráfrases e citações directas dos discursos de Trump e de publicações na Truth Social durante a sua campanha de 2024, o que é diferente das anteriores plataformas dos principais partidos políticos dos EUA.

### Índice
O programa possui vinte seções de conteúdo. As duas primeiras seções são sobre imigração. As quatro seções posteriores são sobre economia. A sétima seção relacionado sobre direitos civis. As próximas seis seções são sobre política externa. Novamente, retomar para duas seções sobre assuntos ligados a economia. As próximas três seções são sobre educação. A 19ª seção é sobre eleições. A última seção é a síntese do documento.

### Disposições notáveis
A plataforma remove a oposição ao casamento entre pessoas do mesmo sexo e retira os apelos por uma proibição nacional do aborto, dizendo, ao invés disso, que a política de aborto deve ser deixada para os estados. "Acreditamos que a 14ª Emenda à Constituição dos Estados Unidos garante que nenhuma pessoa pode ter negada a Vida ou a Liberdade sem o Devido Processo, e os Estados são, portanto, livres para aprovar Leis que protejam esses Direitos", diz o documento sobre o aborto.

## Nomeação e votação

### Discursos de nomeação e apoio de Trump
No ano de 1972, para evitar um possível discurso de nomeação para Pete McCloskey, as regras foram alteradas e um candidato precisava ter maioria em pelo menos 5 estados para ter seus nomes colocados na nomeação. Em 2016, esse número foi aumentado para 7 para evitar discursos nomeando Ted Cruz. A última vez que foi apresentado mais do que um nome de um candidato foi em 1976.

### Nomeação oficial e discursos de apoio
O nome do ex-Presidente Trump foi nomeado por Jeff Kaufmann, presidente do Partido Republicano do Iowa. Michael McDonald, o presidente do Partido Republicano de Nevada, apoiou a sua nomeação.

### Contagem de delegados
A tabela abaixo reflete a presumível contagem de delegados de acordo com o processo de seleção final e a contagem final na convenção.
Por cortesia para com os seus seguidores, os candidatos que suspenderam as suas campanhas costumam retirar-se formalmente pouco antes do início da convenção, após o prazo para os substituir, permitindo assim a presença dos seus delegados. Para além destes, havia ainda 104 delegados não vinculados, que não estão vinculados aos resultados das primárias ou caucuses estaduais.
| Candidato                                 | Delegados comprometidos ao final da seleção de delegados | Voto final conforme chamada nominal |
| ----------------------------------------- | -------------------------------------------------------- | ----------------------------------- |
| Donald Trump                              | 2,265                                                    | 2,387                               |
| Nikki Haley                               | 97                                                       | 0                                   |
| Ron DeSantis                              | 9                                                        | 0                                   |
| Vivek Ramaswamy                           | 3                                                        | 0                                   |
| Não comprometidos/Outros                  | 104                                                      | 43                                  |
| Total de votos de delegados comprometidos | 2,374                                                    |                                     |

### Nomeação para a vice-presidência

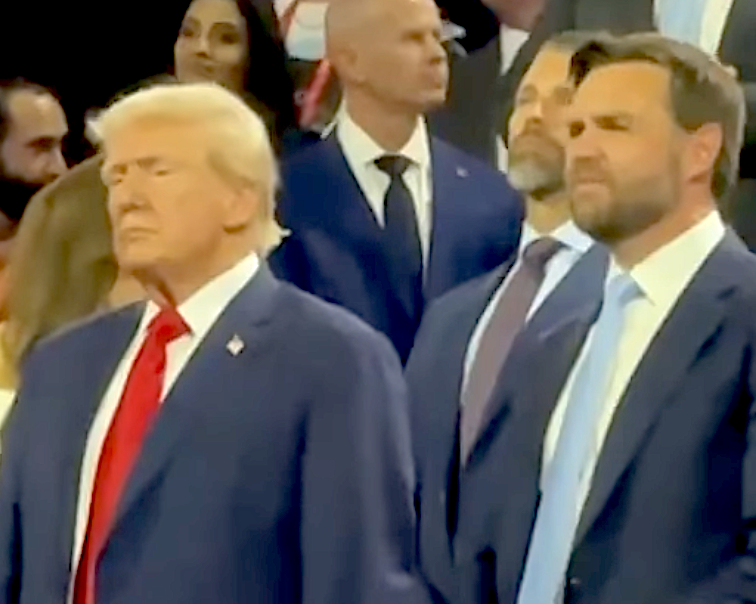
Trump e Vance juntos durante a primeira noite de convenção.

Em 15 de julho, o primeiro dia da Convenção Nacional Republicana, Trump anunciou J. D. Vance como o seu candidato a vice-presidente.
Vance foi nomeado pelo Tenente Governador do Ohio, Jon Husted. O candidato ao Senado dos Estados Unidos, Bernie Moreno, de Ohio, propôs que a nomeação fosse aprovada por aclamação, altura em que o Presidente da Câmara, Mike Johnson, proclamou Trump e Vance como os nomeados oficiais. Vance cumprimentou os convidados da convenção ao lado da sua mulher, Usha Vance, depois de ter sido apresentado.
Na Convenção Nacional Republicana de 1988, para evitar a oposição à nomeação de Dan Quayle, as regras foram alteradas de modo a permitir que o vice-presidente fosse nomeado por aclamação. Desde então, este método tornou-se tradicional.

## Discursos

### Dia 1
Tarde de sessão de negócios
| Palestrante | Palestrante  | Cargo/Notabilidade | Ref.   |
| ----------- | ------------ | --- | ------ |
|             | Mike Johnson | 56º Presidente da Câmara dos Representantes dos Estados Unidos Líder da Conferência Republicana da Câmara dos Representantes Congressista dos Estados Unidos pelo 4º distrito de Louisiana | [ 69 ] |

Mote: Tornar a América rica mais uma vez
| Orador                          | Orador                 | Cargo/Notoriedade                                                                                               | Ref.   |
| ------------------------------- | ---------------------- | --- | ------ |
|                                 | Michael Whatley        | Presidente do Comitê Nacional Republicano                                                                       | [ 70 ] |
|                                 | Ron Johnson            | Senador dos Estados Unidos pelo Wisconsin                                                                       | [ 71 ] |
|                                 | Marjorie Taylor Greene | Congressista dos EUA pelo 14º distrito congressional da Geórgia                                                 | [ 72 ] |
| Ficheiro:3I3A3929 (cropped).jpg | Mark Robinson          | 35º Vice-Governador da Carolina do Norte Candidato Republicano para Governador na eleição governamental de 2024 | [ 73 ] |
|                                 | Wesley Hunt            | Congressista dos EUA pelo 38º distrito congressional do Texas                                                   | [ 74 ] |
|                                 | John James             | Congressista dos EUA pelo 10º distrito congressional do Michigan                                                | [ 75 ] |
|                                 | Katie Britt            | Senadora dos Estados Unidos pelo Alabama                                                                        | [ 76 ] |
|                                 | Tim Scott              | Senador dos Estados Unidos pela Carolina do Sul Candidato presidencial Republicano de 2024                      | [ 77 ] |
|                                 | Glenn Youngkin         | 74º Governador da Virgínia                                                                                      | [ 78 ] |
|                                 | Bob Unanue             | CEO da Goya Foods                                                                                               | [ 79 ] |
|                                 | Kristi Noem            | 33ª Governadora da Dakota do Sul                                                                                | [ 80 ] |
|                                 | Byron Donalds          | Congressista dos EUA pelo 19º distrito congressional da Flórida                                                 | [ 81 ] |
|                                 | David Sacks            | Ex-CEO da Yammer                                                                                                | [ 82 ] |
|                                 | Charlie Kirk           | CEO da Turning Point USA                                                                                        | [ 83 ] |
|                                 | Marsha Blackburn       | Senadora dos Estados Unidos pelo Tennessee                                                                      | [ 84 ] |
| Horário nobre                   |                        | |        |
|                                 | Amber Rose             | Modelo e Rapper                                                                                                 | [ 85 ] |
|                                 | Sean O'Brien           | Presidente do International Brotherhood of Teamsters                                                            | [ 86 ] |

### Dia 2
Mote: Tornar a América segura mais uma vez
| Palestrante   | Palestrante            | Cargo/Notabilidade | Ref.    |
| ------------- | ---------------------- | --- | ------- |
|               | Bill Lee               | 50º Governador do Tennessee Presidente da Republican Governors Association | [ 87 ]  |
|               | Reince Priebus         | Ex-Chefe de Gabinete da Casa Branca Ex-Presidente do Comitê Nacional Republicano | [ 88 ]  |
|               | Perry Johnson          | Empresário Candidato presidencial republicano em 2024 | [ 89 ]  |
|               | Kari Lake              | Candidata republicana na eleição para o Senado dos EUA no Arizona em 2024 Nomeada republicana para Governadora na eleição para governador do Arizona em 2022                               | [ 90 ]  |
|               | Eric Hovde             | Candidato republicano na eleição para o Senado dos EUA em Wisconsin em 2024 | [ 91 ]  |
|               | Bernie Moreno          | Nomeado republicano na eleição para o Senado dos EUA em Ohio em 2024 | [ 92 ]  |
|               | Mike Rogers            | Candidato republicano na eleição para o Senado dos EUA em Michigan em 2024 Ex-Congressista dos Estados Unidos pelo 8º distrito de Michigan                                                 | [ 93 ]  |
|               | David McCormick        | Nomeado republicano na eleição para o Senado dos EUA na Pensilvânia em 2024 | [ 94 ]  |
|               | Jim Justice & Babydog  | 36º Governador da Virgínia Ocidental Nomeado republicano na eleição para o Senado dos EUA na Virgínia Ocidental em 2024                                                                    | [ 95 ]  |
|               | Jim Banks              | Congressista dos Estados Unidos pelo 3º distrito de Indiana Nomeado republicano na eleição para o Senado dos EUA em Indiana em 2024                                                        | [ 96 ]  |
|               | Sam Brown              | Nomeado republicano na eleição para o Senado dos EUA em Nevada em 2024 | [ 97 ]  |
|               | Tim Sheehy             | Nomeado republicano na eleição para o Senado dos EUA em Montana em 2024 | [ 98 ]  |
|               | Hung Cao               | Nomeado republicano na eleição para o Senado dos EUA na Virgínia em 2024 | [ 99 ]  |
|               | Rick Scott             | Senador dos Estados Unidos pela Flórida | [ 100 ] |
|               | Jeff Van Drew          | Congressista dos Estados Unidos pelo 2º distrito de Nova Jersey | [ 101 ] |
|               | Elise Stefanik         | Presidente da Conferência Republicana da Câmara dos Representantes Congressista dos Estados Unidos pelo 21º distrito de Nova York                                                          | [ 102 ] |
|               | Tom Emmer              | Whip da Maioria da Câmara dos Representantes Congressista dos Estados Unidos pelo 6º distrito de Minnesota                                                                                 | [ 103 ] |
|               | Steve Scalise          | Líder da Maioria da Câmara dos Representantes Congressista dos Estados Unidos pelo 1º distrito de Louisiana                                                                                | [ 104 ] |
|               | Mike Johnson           | 56º Presidente da Câmara dos Representantes dos Estados Unidos Líder da Conferência Republicana da Câmara dos Representantes Congressista dos Estados Unidos pelo 4º distrito de Louisiana | [ 69 ]  |
|               | Vivek Ramaswamy        | Empresário Candidato presidencial republicano em 2024 | [ 105 ] |
|               | Savannah Chrisley      | Estrela de reality show (Chrisley Knows Best) | [ 106 ] |
|               | Eric Johnson           | Prefeito de Dallas, Texas | [ 107 ] |
|               | Ted Cruz               | Senador dos Estados Unidos pelo Texas Candidato presidencial republicano em 2016 | [ 108 ] |
|               | Brenna Bird            | 34ª Procurador-geral de Iowa | [ 109 ] |
|               | Nikki Haley            | Ex-Embaixadora dos EUA nas Nações Unidas Candidata presidencial republicana em 2024 | [ 110 ] |
|               | Ron DeSantis           | 46º Governador da Flórida Candidato presidencial republicano em 2024 | [ 111 ] |
|               | Eric Schmitt           | Senador dos Estados Unidos pelo Missouri | [ 112 ] |
|               | Tom Cotton             | Senador dos Estados Unidos pelo Arkansas | [ 113 ] |
| Horário Nobre |                        | |         |
|               | Sarah Huckabee Sanders | 47ª Governadora do Arkansas Ex-Secretário de Imprensa da Casa Branca | [ 114 ] |
|               | Ben Carson             | Ex-Secretário de Habitação e Desenvolvimento Urbano dos EUA Candidato presidencial republicano em 2016                                                                                     | [ 115 ] |
|               | Marco Rubio            | Senador dos Estados Unidos pela Flórida Candidato presidencial republicano em 2016 | [ 116 ] |
|               | Lara Trump             | Co-presidente do Comitê Nacional Republicano Nora de Donald Trump | [ 117 ] |

### Dia 3
Mote: Tornar a América forte mais uma vez
| Orador        | Orador             | Cargo/Notoriedade | Ref.    |
| ------------- | ------------------ | --- | ------- |
|               | Brian Mast         | Congressista dos EUA pelo 21º distrito congressional da Flórida                                                                         | [ 118 ] |
|               | Nancy Mace         | Congressista dos EUA pelo 1º distrito congressional da Carolina do Sul                                                                  | [ 119 ] |
|               | Ronny Jackson      | Congressista dos EUA pelo 13º distrito congressional do Texas                                                                           | [ 120 ] |
|               | Richard Grenell    | Ex-diretor interino da inteligência nacional                                                                                            | [ 121 ] |
|               | Matt Gaetz         | Congressista dos EUA pelo 1º distrito congressional da Flórida                                                                          | [ 122 ] |
|               | Callista Gingrich  | Ex-embaixadora junto ao Vaticano Esposa do ex-presidente da Câmara Newt Gingrich                                                        | [ 123 ] |
|               | Newt Gingrich      | Ex-Presidente da Câmara dos Representantes dos Estados Unidos Candidato presidencial Republicano de 2012                                | [ 124 ] |
|               | Peter Navarro      | Ex-diretor do Escritório de Política de Comércio e Manufatura dos EUA                                                                   | [ 125 ] |
|               | Monica De La Cruz  | Congressista dos EUA pelo 15º distrito congressional do Texas                                                                           | [ 126 ] |
|               | Thomas Homan       | Ex-diretor interino do Serviço de Imigração e Controle de Alfândegas (ICE)                                                              | [ 127 ] |
|               | Greg Abbott        | 46º Governador do Texas | [ 128 ] |
|               | Trent Conaway      | Prefeito de East Palestine, Ohio | [ 129 ] |
|               | Doug Burgum        | 33º Governador da Dakota do Norte Candidato presidencial Republicano de 2024                                                            | [ 130 ] |
|               | Kellyanne Conway   | Ex-auxiliar de Trump | [ 131 ] |
|               | Anna Paulina Luna  | Congressista dos EUA pelo 13º distrito congressional da Flórida                                                                         | [ 132 ] |
|               | David Bellavia     | Co-fundador do Vets for Freedom | [ 133 ] |
|               | Kimberly Guilfoyle | Apresentadora de TV Noiva de Donald Trump Jr.                                                                                           | [ 134 ] |
|               | Michael Waltz      | Congressista dos EUA pelo 6º distrito congressional da Flórida                                                                          | [ 135 ] |
|               | Lee Zeldin         | Ex-Congressista dos EUA pelo 1º distrito congressional de Nova York Candidato Republicano na Eleição governamental de Nova York de 2022 | [ 136 ] |
| Horário nobre |                    | |         |
|               | Kai Trump          | Filha de Donald Trump Jr. | [ 137 ] |
|               | Donald Trump Jr.   | Filho de Donald Trump | [ 138 ] |
|               | Usha Vance         | Esposa do Senador J. D. Vance | [ 139 ] |
|               | J. D. Vance        | Senador dos Estados Unidos por Ohio Candidato Republicano a Vice-Presidente na eleição presidencial de 2024                             | [ 140 ] |

### Dia 4
Mote: Make America Great Again
| Palestrante   | Palestrante     | Cargo/Notabilidade | Ref.    |
| ------------- | --------------- | --- | ------- |
|               | Steve Daines    | Senador dos Estados Unidos por Montana Presidente do National Republican Senatorial Committee                                   | [ 141 ] |
|               | Richard Hudson  | Congressista dos Estados Unidos pelo 9º distrito da Carolina do Norte Presidente do National Republican Congressional Committee | [ 142 ] |
|               | Diane Hendricks | Empresária | [ 143 ] |
|               | Linda McMahon   | Ex-diretora da Administração de Pequenas Empresas dos Estados Unidos                                                            | [ 144 ] |
|               | Mike Pompeo     | Ex-Secretário de Estado dos Estados Unidos                                                                                      | [ 145 ] |
|               | Steve Witkoff   | Investidor imobiliário | [ 146 ] |
|               | Alina Habba     | Porta-voz jurídica de Donald Trump                                                                                              | [ 147 ] |
|               | Tucker Carlson  | Apresentador de televisão e comentarista                                                                                        | [ 148 ] |
|               | Hulk Hogan      | Lutador profissional aposentado                                                                                                 | [ 149 ] |
|               | Franklin Graham | Evangelista | [ 150 ] |
|               | Eric Trump      | Filho de Donald Trump | [ 151 ] |
| Horário nobre |                 | |         |
|               | Dana White      | Presidente do Ultimate Fighting Championship                                                                                    | [ 152 ] |
|               | Donald Trump    | Candidato republicano à Presidência nas eleições presidenciais de 2024 Ex-Presidente dos Estados Unidos                         | [ 153 ] |